# Gary Piquer
Gary Piquer (* 1959 in Glasgow, Schottland, Vereinigtes Königreich) ist ein spanisch-britischer Schauspieler.

## Leben
Piquer wurde in Glasgow als Sohn eines Katalanen und einer Schottin geboren. Er ist bilingual mit Spanisch und Englisch als Muttersprachen aufgewachsen und spricht Französisch und Katalanisch. Er studierte dramatische Kunst am Douglas Webbers House in London. Von 1993 bis 1999 nahm er am Englisch-Lehrprogramm des Bildungsministeriums mit dem Titel „That’s English“ teil, das auf La 2 ausgestrahlt wurde und das bis heute als einzige Möglichkeit für den Fernerwerb des offiziellen Sprachschulzertifikats gilt.
1979 gab Piquer sein Filmschauspieldebüt im Film Cariño mío, ¿qué me has hecho?. Von 2000 bis 2002 war er in der Zeichentrickserie ¡Ala... Dina! als Synchronsprecher zu hören. 2004 spielte er im Film Romasanta – Im Schatten des Werwolfs die Rolle des Luciano de la Bastida. 2009 verkörperte er im Horrorfilm Open Graves die Rolle des Detektives Izar. 2011 mimte er mit der Rolle des Sir Black einen der Antagonisten des Films Ritter des heiligen Grals. Zwischen 2014 und 2015 hatte er wiederkehrende Rollen in den Fernsehserien The Refugees und Capitan Alatriste – Mit Dolch und Degen inne. 2017 war er im Film Der Buchladen der Florence Green als Theodore Gill zu sehen.

## Filmografie (Auswahl)
- 1979: Cariño mío, ¿qué me has hecho?
- 1984: Die Killermaschine (Goma-2)
- 1986: Galeria oberta (Fernsehserie)
- 1987: Casanova (Fernsehfilm)
- 1988: Crònica negra (Fernsehserie, Episode 1x06)
- 1989: Esquilache
- 1995: El niño invisible
- 1996: El último viaje de Robert Rylands
- 1998: A los que aman
- 1998: Nena
- 1999: A las once en casa (Fernsehserie, Episode 2x39)
- 1999: The Raven... Nevermore (Kurzfilm)
- 1999: Un banco en el parque
- 2000: Crims (Fernsehserie, Episode 1x02)
- 2000: Manos a la obra (Fernsehserie, Episode 4x10)
- 2000: Aunque tú no lo sepas
- 2001: Carles, príncep de Viana (Fernsehfilm)
- 2003: The Nine Mile Walk (Kurzfilm)
- 2004: León y Olvido
- 2004: Romasanta – Im Schatten des Werwolfs (Romasanta: La caza de la bestia)
- 2005: La fiesta del Chivo
- 2005: Somne
- 2005: Arco iris (Kurzfilm)
- 2006: Das Kovak Labyrinth (The Kovak Box)
- 2006: Válido para un baile (Kurzfilm)
- 2008: Imaginario
- 2008: Federicos Kirschen (Cenizas del cielo)
- 2009: Un ajuste de cuentas
- 2009: Mal día para pescar
- 2009: Open Graves
- 2011: El gènere femení
- 2011: Ritter des heiligen Grals (El Capitán Trueno y el Santo Grial)
- 2012: If I Were You
- 2012: Luna llena (Fernsehfilm)
- 2012: Holmes & Watson: Madrid Days
- 2014: El Rey (Miniserie, 3 Episoden)
- 2014–2015: The Refugees (Fernsehserie, 7 Episoden)
- 2015: Capitan Alatriste – Mit Dolch und Degen (Las aventuras del capitán Alatriste, Fernsehserie, 13 Episoden)
- 2016: El ministerio del tiempo (Fernsehserie, Episode 2x06)
- 2017: Der Buchladen der Florence Green (The Bookshop)
- 2018: Segunda oportunidad
- 2020: Die Telefonistinnen (Las chicas del cable, Fernsehserie, 3 Episoden)

## Synchronisationen (Auswahl)
- 1992: The Lost Files of Sherlock Holmes (Computerspiel)
- 2000–2002: ¡Ala... Dina! (Zeichentrickserie, 63 Episoden)
- 2008: 4000 euros